# Santa Cruz Progreso
Santa Cruz Progreso är en ort i Mexiko.   Den ligger i kommunen Putla Villa de Guerrero och delstaten Oaxaca, i den sydöstra delen av landet, 290 km sydost om huvudstaden Mexico City. Santa Cruz Progreso ligger 2 482 meter över havet och antalet invånare är 264.
Terrängen runt Santa Cruz Progreso är kuperad åt nordost, men åt sydväst är den bergig. Runt Santa Cruz Progreso är det ganska glesbefolkat, med 43 invånare per kvadratkilometer. Närmaste större samhälle är Heroica Ciudad de Tlaxiaco, 19,9 km nordost om Santa Cruz Progreso. I omgivningarna runt Santa Cruz Progreso växer huvudsakligen savannskog.